# Francisco de Toledo

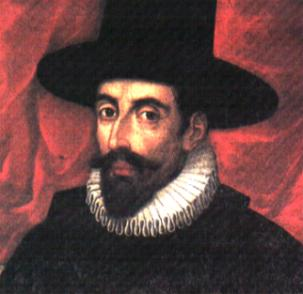
Francisco de Toledo

Francisco de Toledo (Oropesa, 10 juli 1515 – provincie Toledo, 1582) was graaf van Oropesa en Spaans onderkoning in Peru van 26 november 1569 tot 23 september 1581.

## Jeugd
Francisco werd geboren in Oropesa. Hij was een zoon van de derde graaf van Oropesa en van moederskant een onwettige nazaat van koning Alfons XI van Castilië. Zodoende was hij een derdegraads neef van keizer Karel V. Zijn moeder stierf in het kraambed. Hij werd opgevoed door de nonnen in een klooster, waardoor hij erg religieus werd.
In 1535 werd hij lid van de religieuze ridderorde van Alcántara. Gedurende ongeveer 20 jaar streed hij aan de zijde van Karel V, tijdens veldtochten In Vlaanderen en Italië, waardoor zij goede vrienden werden. Zo was Francisco als een van de weinigen aanwezig bij het sterfbed van de keizer in 1558. Daarna werd hij hofboekhouder en vertrouweling van koning Filips II van Spanje.

## Onderkoning van Peru
In 1569 werd hij door Filips II naar Peru gezonden om daar orde op zaken te stellen. Want het goud kwam in de zakken terecht van de encomenderos, de Spaanse grootgrondbezitters, ten koste van de schatkist van koning Filips. 
Onderkoning De Toledo bestuurde Peru - toen nog inclusief het rijke, zuidelijke gebied wat later Bolivia werd - tot medio 1581 in autoritaire stijl, slecht voor de plaatselijke bevolking, maar goed voor koning en schatkist. Loyaal, oprecht en consequent, maar hard, gevoelloos en immuun voor de pijn van het Inca-volk. Enorme ladingen geld en kostbaarheden stroomden naar Madrid en rond zijn machtscentrum rees een stevige infrastructuur. De Toledo gaf in september 1576 het bevel tot executie van het laatste opperhoofd van het Neo-Inca rijk, Tupac Amaru. 
Vijf jaar later was hijzelf de klos. Het Hof in Madrid stelde financiële en bestuurlijke problemen vast en riep hem in september 1581 terug. Hij werd zelfs gevangen gezet en overleed achter tralies in Escalona, provincie Toledo in april van het jaar erop.
Francisco de Toledo, strijdmakker van de keizer van het Heilige Roomse Rijk Karel V en viceroy van Opper- en Neder-Peru, werd 66 jaar. 